# Lomariopsis palustris
Lomariopsis palustris är en ormbunkeart som först beskrevs av William Jackson Hooker, och fick sitt nu gällande namn av Georg Heinrich Mettenius. Lomariopsis palustris ingår i släktet Lomariopsis och familjen Lomariopsidaceae. Inga underarter finns listade.